# Echeveria parrasensis
Echeveria parrasensis är en fetbladsväxtart som beskrevs av Walther. Echeveria parrasensis ingår i släktet Echeveria och familjen fetbladsväxter. Inga underarter finns listade i Catalogue of Life.